# Symphodus trutta
Symphodus trutta (Lowe, 1834) è un pesce di acqua salata appartenente alla famiglia Labridae.

## Distribuzione e habitat
È una specie che vive in acque costiere, tipica di fondali rocciosi e di zone ricche di vegetazione acquatica. È molto comune dalle Isole Azzorre, su fondo ricco di rocce, ma è stato localizzato anche da Canarie e Madera. Solo una volta, nel 1967, è stato segnalato nel mar Mediterraneo, lungo le coste francesi. Può essere trovato fino a 30 m di profondità.

## Descrizione
Presenta un corpo abbastanza tozzo, con la testa dal profilo appuntito. Il corpo ha una livrea a piccole macchie azzurre-blu che formano sottili striature attorno agli occhi su uno sfondo composto da ampie chiazze irregolari chiare e scure marroni. Spesso sono presenti anche puntini verdastri e, sulla testa, aree rossicce.
Le pinne sono degli stessi colori del corpo e non sono particolarmente allungate. La pinna caudale ha il margine arrotondato e sul peduncolo c'è una macchia nera, le pinne ventrali sono corte. La lunghezza massima registrata per questa specie è 18 cm, anche se di solito non supera i 10. I maschi sono più grandi delle femmine.

## Biologia

### Predatori
È spesso preda del serranide Epinephelus marginatus.

### Alimentazione
Si nutre prevalentemente di invertebrati bentonici.

### Riproduzione
È oviparo e la fecondazione è esterna; le uova vengono deposte all'interno di un nido di alghe costruito dal maschio, che poi rimane di guardia a difenderle.

## Conservazione
Questa specie viene classificata come "a rischio minimo" (LC) dalla lista rossa IUCN perché non è minacciata da particolari pericoli anche se non ha un areale molto esteso e potrebbe risentire dei cambiamenti climatici.